# فوت لاکر
فوت لاکر (انگلیسی: Foot Locker) شرکت پوشاک آمریکایی است، که در سال ۱۹۷۴ تأسیس شد.